# Kikori
Kikori – osada w Papui-Nowej Gwinei, w prowincji Gulf.